# ファウジーヤの叫び
『ファウジーヤの叫び』（ - のさけび、英：Do They Hear You When You Cry）は、ファウジーヤ・カシンジャによるノンフィクション小説。レイリ・ミラー・バッシャー共著。
女子割礼（FGM）を逃れ、アメリカに渡った少女の亡命が認められるまでの闘いを描く。

## あらすじ
アフリカ、トーゴ共和国・パリメの裕福な家庭で幸せに暮らしていた少女・ファウジーヤ。彼女の人生は、父が亡くなった日から一変する。
勉強をしたかったファウジーヤは、伯母に勝手に取り決められた結婚が嫌でたまらなかった。そして、同時に行われる女性器切除(Female Genital Mutilation)も。
結婚式の噂を聞いた姉の助けを得て、婚姻の儀式から逃げ出したファウジーヤは国外へ逃亡する。トーゴからドイツへ、そしてアメリカへ渡ったファウジーヤは、入国審査で亡命を求める。「割礼が嫌だ」と言えずに「結婚が嫌だった」と言ってしまったファウジーヤは、収容所送りになってしまう。
ファウジーヤの長い戦いの日々が始まる。